# Élections générales britanniques de 1790
Les élections générales britanniques de 1790 se sont déroulées en Grande-Bretagne du 16 juin au 28 juillet 1790. Ces élections sont remportées par le parti tory de William Pitt.